# Tápióbicske
Tápióbicske község Pest vármegyében, a Nagykátai járásban.

## Fekvése
A Tápió-vidék központi területén fekszik. A környék alapvetően síkvidéki jellegű, de a község határában kisebb kiemelkedések is találhatók. Belterületén folyik keresztül az Alsó-Tápió. A legközelebbi település Tápiószentmárton.

### Megközelítése
A 4-es főútról Monor–Gomba–Bénye–Káva–Pánd, a Pilis–Káva–Pánd és a Cegléd–Tápiószentmárton útvonalakon, a 31-es főútról Nagykáta vagy Tápiószecső felől közelíthető meg. A legközelebbi vasútállomás Nagykátán található.

## Története
A község területe, a régészeti leletek tanúsága szerint, a bronzkortól lakott; ennek egyik legjelentősebb bizonyítéka egy 18 karátos holdsarlós végű arany karpánt, amely a középső bronzkorból (Kr. e. 1600–1450) származik, és a helyi bronzkori kultúra kiemelkedő ékszerleleteként került elő. A honfoglalás óta az Árpád-kori Bicske (Bikchely) nemzetség ősi fészke. A hagyomány szerint az itteni mocsárvilágban eltévedt IV. Béla magyar királyt bicskei Bitskey András és fegyverhordozói igazították útba Buda felé. Erre utal a bicskei Bitskey család címerében a Budát mutató csillag szimbóluma; ez az egyetlen földesúri família a Tápió-vidéken, amely az Árpád-kortól az 1848-as jobbágyfelszabadításig fennmaradt és birtokait megőrizte. A település első írásos említése 1275-ben (egyes feltételezések szerint 1250-ben) történt. A török idők alatt elnéptelenedett falut a 18. században a Bichkey, Beleznay és Bárdy családok birtokolták. A török kiűzés után több helyi nemesi birtokos család áttért a kálvinizmusról a katolicizmusra; 1733. június 17.-én idősebb bicskei Bitskey István (1703–1773), tápióbicskei birtokos tért át. Első felesége, földeáki Návay Anna, földeáki Návay Pál és Borsos Erzsébet lánya, 1735-ben hozta világra egyetlenegy fiát, Bicskey Mihályt. Bitskey István második feleségétől, nemes Csebi Katalin (1720–1797) úrnőtől több gyermeke született: köztük, bicskei Bitskey Sebestyén (1764-1826), királyi kapitány, bicskei Bitskey Gábor (1756-†?), és bicskei Bitskey Abigail (1758-†?), a valkházi születésű nemes Takáts Ádám (1758-1812), birtokosnak a házastársa volt. Takáts Ádám leszármazottja volt Takács alias Deák György úrnak, aki 1694. szeptember 10.-én szerzett nemesi armális címereslevelet I. Lipót magyar királytól.
Egy másik ágához tartozó Bitskey Erzsébet és más örökösök 1730-ban a földbirtokának egy részét eladták Beleznay Jánosnak, összesen 2947 rajnai forintért. 1773-ban és 1785-ben újabb részek jutottak Beleznay család kezére. Onnantól fogva a Beleznay család igen meghatározó tényezőnek kezdett számítani a helyi birtokosok között.

### A tápióbicskei ütközet

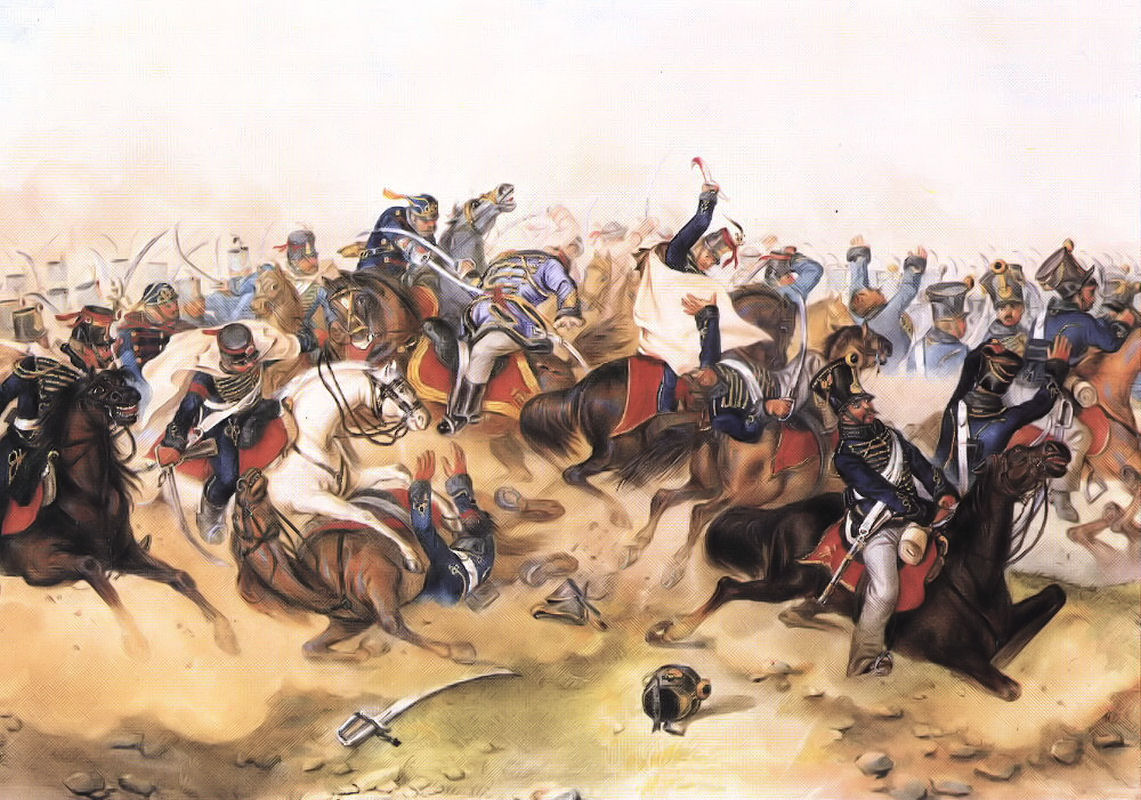
Than Mór: A tápióbicskei ütközet, amely 1849. április 4-én zajlott

1848 nyarán Tápióbicskén az újoncozás alkalmával lázongás tört ki, amit vármegyei erővel kellett lecsillapítani. A szabadságharc egyik győztes ütközetét vívta itt a magyar honvédsereg 1849. április 4-én. A magyar veszteség nyolcszáz halott volt, akiket a homokbuckák alól 1882-ben temettek közös sírba.
Itt zajlott le a Hermann Riedesel őrnagy és Színi Sebő Alajos alezredes közötti párviadal, amelyet Jókai Mór A kőszívű ember fiai című regényében örökített meg.
A dicsőséges ütközet emlékét híven őrzik a lakók. Vaskereszt mutatja az elesett honvédek, császári katonák, valamint a párviadalban elesett Riedesel báró hamvainak helyét.
1882-ben a tápióbicskei csata emlékére, az akkori bíró – Fehér István és felesége Csikós Terézia – vagyonuk egy részének felajánlásával alapítványt hozott létre. Miszerint a dicsőséges tavaszi hadjárat győztes csatájának évfordulóján – április 4-én – minden évben zsömlét osztanak a falu kisdiákjainak, akik részt vettek az évforduló ünnepén. Emellett a homokbuckákon eltemetett sírokból a honvédeket közös sírba tették és föléjük kőkeresztet állítottak (az emlékmű fehér keresztként ismert). A tápióbicskei művelődési házat Fehér Istvánról nevezték el.
A település régebben fáklyás menettel, manapság Közép-Európa egyik legnagyobb hagyományőrző hadijátékával ünnepli az ütközet évfordulóját. Azt a falurészt pedig, ahol Jellasics altábornagy, horvát bán seregei táboroztak, Horvátországnak hívják.

## Közélete

### Polgármesterei
- 1990–1994: Láng Ferenc (független)[9]
- 1994–1998: Láng Ferenc (független)[10]
- 1998–2002: Láng Ferenc (független)[11]
- 2002–2006: Láng Ferenc (független)[12]
- 2006–2010: Blahúz László (független)[13]
- 2010–2014: Kanyó Sándor (független)[14]
- 2014–2019: Kanyó Sándor (független)[15]
- 2019–2024: Herczegh Róbert (független)[16]
- 2024– : Herczegh Róbert (független)[1]

## Népesség
A település népességének változása:
| Lakosok száma | 3331 | 3378 | 3409 | 3472 | 3567 | 3571 | 3596 |
|               | 2013 | 2014 | 2018 | 2021 | 2022 | 2023 | 2024 |

A 2011-es népszámlálás során a lakosok 87,3%-a magyarnak, 4,1% cigánynak, 0,3% németnek, 0,8% románnak mondta magát (12,7% nem nyilatkozott; a kettős identitások miatt a végösszeg nagyobb lehet 100%-nál). A vallási megoszlás a következő volt: római katolikus 55,8%, református 5,1%, evangélikus 1,6%, görögkatolikus 0,7%, felekezeten kívüli 16,8% (19,2% nem nyilatkozott).
2022-ben a lakosság 83,9%-a vallotta magát magyarnak, 3% cigánynak, 1,1% románnak, 0,5% németnek, 0,1-0,1% lengyelnek, görögnek, szlovénnek és ukránnak, 1,6% egyéb, nem hazai nemzetiségűnek (15,3% nem nyilatkozott; a kettős identitások miatt a végösszeg nagyobb lehet 100%-nál). Vallásuk szerint 35,8% volt római katolikus, 4,1% református, 1,1% evangélikus, 0,3% görög katolikus, 0,1% izraelita, 0,1% ortodox, 1,1% egyéb keresztény, 0,6% egyéb katolikus, 10,3% felekezeten kívüli (46% nem válaszolt).

## Látnivalók

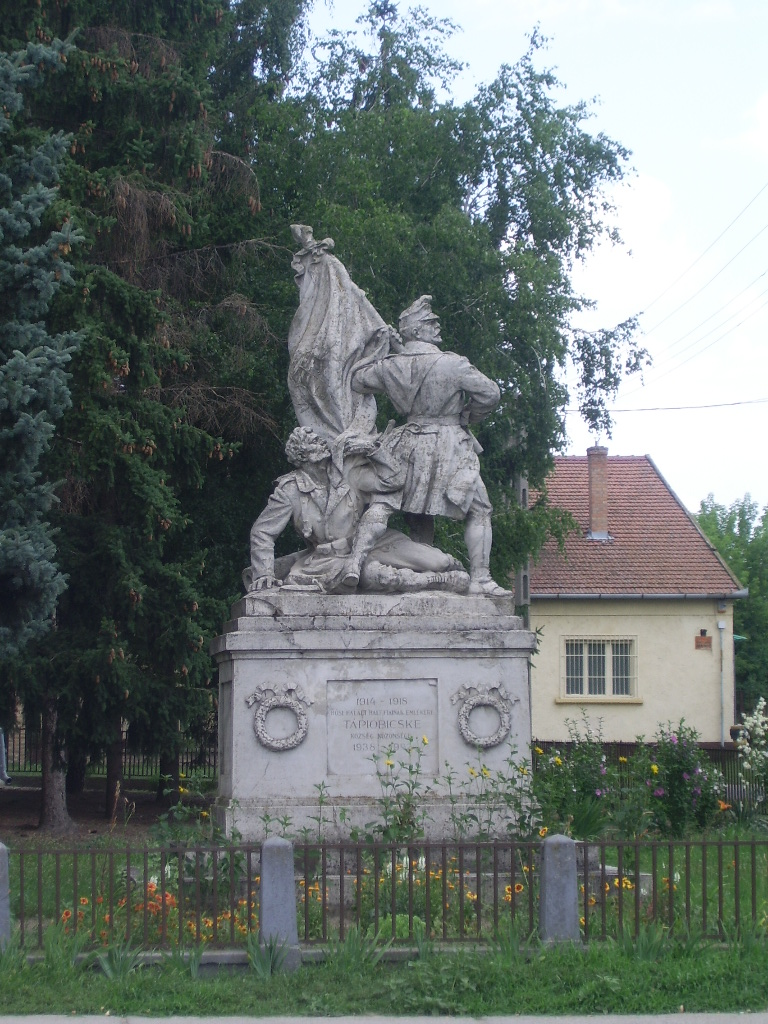
Honvédemlékmű

### Római katolikus templom
A szeplőtelen fogantatás tiszteletére szentelt templom építését 1737-ben kezdték a falu közepén, de tornya csak 1786-ban készült el. Az egyhajós, barokk stílusú épület homlokzatát falsávok és tükrös kialakítások tagolják.
A templom oldalhomlokzatait hegedűablakok, tornyát törtívű zsalus ablakok díszítik. A boltozott belső szentélyében 18. századi díszítőfestés van, a lapos kupolán – álperspektivikus keretben – Szentháromság-ábrázolás látható. A főoltár mögött pedig festett oltárépítmény látható. Az oltárok 18. századi, megújított alkotások, a padjai állítólag a régi budai egyeteméi voltak.
A templomkertben első világháborús emlékmű áll, melyen az első világháborúban elesett tápióbicskei katonák neve olvasható.

### Honvédemlékmű
1849. április 4-én Tápióbicske határában zajlott az 1848–49-es forradalom és szabadságharc egyik győztes csatája. A csata színhelyén álló, 1910-ben emelt szobor, Jankovich Gyula alkotása.

### Gyurgyalag-telep
A temető melletti ún. Agyigácsó-gödör meredek löszfalában nagyon gazdag gyurgyalag-telep található.

### Bicskey-kúria
A Bicskey család kúriája az egyik legrégibb nemesi kúria a vármegyében, 1690 körül már állt. A 19. század első felében klasszicista stílusban átépítették, eredeti stílusjegyei elvesztek.
Az épületben később téeszirodákat rendeztek be, jelenleg magántulajdonban van. Érdekessége, hogy máig megtalálható mellette a hajdani cselédház.

## Testvértelepülései
- Csiliznyárad, Szlovákia
- Nagykinizs, Magyarország

## További információk

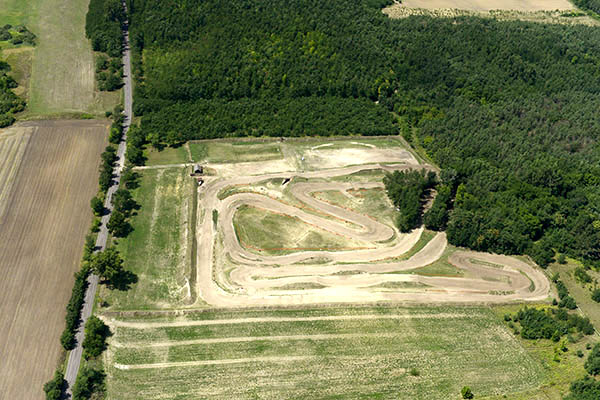
Motocross pálya